# My FM (中国区域电台)
北京寰宇行思广告服务有限公司联合全国地方电台建立的音乐广播网。合作形式是由地方电台提供广播频率播出，寰宇提供节目运营外包服务。台呼为“MY FM [具体频率]，随时随心，好音乐”。

## 背景
北京寰宇行思广告服务有限公司是马来西亚Astro集团在北京设立的外资独资广告服务公司，而马来西亚的My FM正是寰宇所拥有的电台。
后北京寰宇行思广告服务有限公司于2021年12月13日注销。

## 成员
截止2016年，My FM在南京，江西，陕西，新疆，长春，安徽，湖南，天津，廣州等地建立了成员台。

### 南京人民广播电台My FM 103.5
频率103.5MHz，原六合电台频率，2009年6月18日正式开播。

### 江西人民广播电台My FM 96.9
频率96.9MHz，原江西交通信息广播，2009年7月18日更名为MY FM 96.9。

### 陕西人民广播电台My FM 105.5
频率105.5MHz，原陕西青春广播。

### 新疆人民广播电台My FM 103.9
频率103.9MHz，原新疆音乐广播。

### 长春人民广播电台My FM 88.0
频率 88.0MHz，原长春乡村戏曲广播。

### 安徽人民广播电台My FM 96.1
频率96.1MHz，原安徽电台旅游广播，2009年9月7日改版试播，2009年10月31日正式开播。

### 湖南人民广播电台My FM 97.5
频率97.5MHz(长沙、湘潭、郴州、张家界、株洲)，FM96.9MHz（衡阳、株洲、娄底、湘潭），FM90.8MHz（岳阳），FM87.5MHz（常德），原湖南人民广播电台文艺频道，试播中。

### 大港人民广播电台My FM 100.5
频率100.5MHz，原大港电台频率。

### 广州市广播电视台My FM（廣州廣播電視台青少年廣播）
频率88.0MHz，原「飛揚88青少年廣播」。